# 한동욱
한동욱 (韓東旭, 1986년 9월 25일 ~ )은 대한민국의 전직 스타크래프트 프로게이머로, 테란 유저이다. 대한민국 공군 사병으로 복무한 그는 adamas[alive]및 Casy라는 아이디를 쓴다.

## 선수 이력

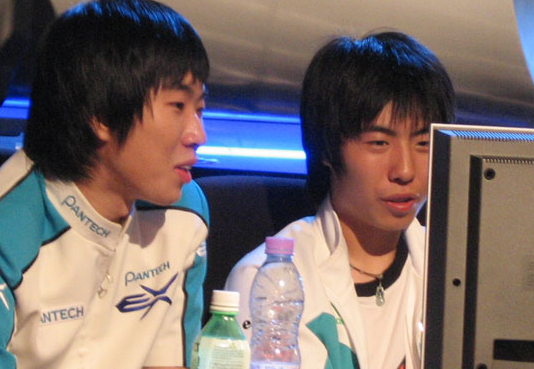
이윤열과 대화중인 한동욱

2003년 하반기, KOR(온게임넷 스파키즈)에 입단하며 프로게이머 생활을 시작했다.
2004년, 질레트 스타리그에 진출하며 이름을 알렸다. 당시 아마추어 신분이었던 한동욱은 지역 예선 → PC방 예선 → 챌린지 리그 → 듀얼 토너먼트 → 스타리그 본선으로 이어지는 선발 과정을 한 번에 통과하며 화제를 모았다. (아마추어 신분으로 스타리그까지 진출한 마지막 케이스)
이후 KOR의 개인전 카드로 성장한 한동욱은 소속팀의 SKY 프로리그 2004 3라운드 우승에 기여하며 에이스로 자리잡았다.
2006년 신한은행 스타리그 2005 4강, 그다음 신한은행 스타리그 2006 시즌1 우승, 시즌2 24강, 시즌3 4강 등 신한은행 스타리그에서 강한면모가 보였다. 신한은행 스타리그 2005에선 4강에 진출, 당대회 우승자인 최연성(SK 텔레콤 T1)과 대등한 공방을 벌인 끝에 2:3으로 석패했다.
바로 다음 시즌, 신한은행 스타리그 2006 시즌1 결승에 오른 한동욱은 전시즌 MSL 우승자 조용호(당시 KTF 매직엔스)를 3:1로 꺾고 우승을 차지했다. 이는 온게임넷 스파키즈로 재창단된 소속팀에 안긴 첫 개인리그 우승컵이었다.
이후 우승자 징크스로 한동안 부진을 면치 못했던 한동욱은 신한은행 스타리그 2006 시즌3에서 다시 4강에 올랐다. 비록 이윤열(당시 팬택)에게 패퇴하며 결승 진출엔 실패했지만, 4강 3경기(리버스 템플)에서 보여준 믿기 힘든 역전승은 한동욱만이 보여줄 수 있는 속도전의 진수였다.
2007년 중반, 한동욱은 재차 슬럼프에 빠지며 개인리그 및 프로리그에서 부진한 모습을 보였다. 특히 소속팀과의 원만치 못한 관계가 외부로 알려지면서, 이를 둘러싼 e스포츠 팬들의 거센 논쟁과 관심이 한동안 지속되었다. 한동욱, 온게임넷 스파키즈, 이명근 감독을 둘러싼 이른바「한동욱 사태」는 2007년 9월 7일, 한동욱이 위메이드 폭스로 이적하면서 일단락되었다.
2008년 8월 22일, 한동욱은 박정석, 오영종과 함께 공군 e스포츠병 모집에 최종 합격하였다. 합격자들은 9월 22일에 진주 공군교육사령부로 입대했으며, 2010년까지 공군 ACE 소속으로 활동하였다.
2009년 5월 1일, 박카스 스타리그 2009 오프라인 예선에 참가한 한동욱은 박재영(KT 롤스터), 공민창(MBC게임 히어로) 등을 꺾고 36강에 진출, EVER 스타리그 2008 이후 3시즌만에 스타리그 본선에 복귀 하였지만, 한상봉에게 2:0으로 져서 16강 진출은 결국 좌절되고 말았다.
2010년 10월 30일 제대하였으며, 그는 프로게이머 생활을 접기로 하였다.
이후 아프리카tv에서 잠깐 활동하였으며 지금은 활동을 하지 않는다.

## 주요 기록
메이저 개인리그 우승 1회
- 2003년 제1회 여수시장배 4위
- 2004년 KBC 파워게임쇼 스타크래프트 신인왕전 우승
- 2004년 질레트 스타리그 16강
- 2004년 제1회 광주 KBC 방송국 대회 우승
- 2005년 구룡쟁패 듀얼토너먼트 1ROUND 2위
- 2006년 신한은행 스타리그 2005 4강
- 2006년 신한은행 스타리그 2006 시즌1 우승 (3:1 조용호)
- 2006년 신한은행 스타리그 2006 시즌2 24강
- 2006년 신한은행 스타리그 2006 시즌3 4강
- 2007년 신한은행 마스터즈 3위
- 2007년 Daum 스타리그 16강
- 2008년 EVER 스타리그 2008 1차 본선
- 2009년 TG삼보 인텔 클래식 시즌3 64강
- 2009년 박카스 스타리그 2009 36강 (16강 진출 좌절)

팀단위 리그
- 2004년 스카이 프로리그 2004 2라운드 공동 3위(KOR)
- 2005년 스카이 프로리그 2004 3라운드 우승(KOR)
- 2005년 스카이 프로리그 2004 그랜드파이널 3위(KOR)

## 특이사항

### 프로리그 프로토스전 17연패
한동욱은 2005년 11월16일 스카이 프로리그 2005 후기리그에서 KTF 강민을 만나 패한 이후 프로토스전 부진이 시작됐다. 한동욱의 프로리그 프로토스전 17연패는 통산 단일 종족 최다 연패 기록이기도 하다.
방송 경기 기준 프로토스전 최다 연패는 이성은이 가지고 있으며, 연패 기록은 12연패이다. 한동욱이 은퇴함으로 기록은 여기서 멈추었다.
- 2005년 11월 16일 vs 강민 (러시아워2)
- 2006년 7월 1일 vs 박종수 (디아이)
- 2006년 10월 28일 vs 서기수 (신백두대간)
- 2006년 12월 2일 vs 박종수 (롱기누스)
- 2007년 4월 18일 vs 윤용태 (팔진도)
- 2007년 5월 13일 vs 허영무 (몬티홀)
- 2007년 10월 24일 vs 도재욱 (블루스톰)
- 2007년 11월 14일 vs 송병구 (백마고지)
- 2008년 5월 28일 vs 이승훈 (안드로메다)
- 2008년 12월 16일 vs 김재훈 (네오레퀴엠)
- 2009년 3월 2일 vs 박영민 (신청풍명월)
- 2009년 5월 17일 vs 이경민 (단장의능선)
- 2009년 5월 20일 vs 김승현 (아웃사이더)
- 2009년 6월 3일 vs 김구현 (황혼의그림자)
- 2010년 1월 24일 vs 김승현 (투혼)
- 2010년 4월 20일 vs 김태균 (심판의날)
- 2010년 5월 30일 vs 윤용태 (그랜드라인)

### MSL 진출 0회
온게임넷 대회인 스타리그에서는 우승을 기록하기도 했고 4강에도 두 번이나 올라간 한동욱이었지만 유독 MBC게임의 MSL에서는 인연이 없는 모습을 보였다.
순수 스타리그 우승자 선수들 중에서는 김준영과 함께 MSL 진출 기록이 전무하다. (마이너리그 진출 기록이 최고 기록)